# スウェーデン・ブランデンブルク戦争
スウェーデン・ブランデンブルク戦争は、オランダ侵略戦争の一戦役である。フランス王国と同盟を結んだスウェーデンと、反フランスでオランダと同盟を結んだブランデンブルク選帝侯フリードリヒ・ヴィルヘルムによって争われた。両国ともオランダ侵略戦争中の1675年に参戦し、1679年に終結した。この戦争はフリードリヒ・ヴィルヘルムの大勝利に終わり、選帝侯フリードリヒ・ヴィルヘルムの名を「大選帝侯」としてヨーロッパ中に知らしめた。

## 背景
スウェーデンは当時バルト帝国を築き上げ、北方の大国として知られていたが、神聖ローマ帝国において領土を保有した帝国諸侯でもあった。そのため、当初のスウェーデンは中立を堅持する考えであった。しかし当時スウェーデンは財政赤字であり、フランスからの資金援助に頼らざるを得ない立場であった。この政策は、結果としてスウェーデンの大国としての地位を不安定なものとしてしまう事となる。しかもスウェーデンは帝国諸侯として帝国クライスに分担軍を派遣するという奇妙な状態に置かれた。当然ながらこの派遣は、帝国内外から容認されなかった。
一方でオランダ侵略戦争はオランダに有利に進み、フランスは敗退の危機に瀕する。そこでフランス王ルイ14世は状況打開のために多額の戦争資金を募り、スウェーデンに参戦を強く促していた。

## 両国の参戦
1675年、スウェーデン政府はフランスからの要請に応える形で参戦する。しかしブランデンブルク選帝侯はすでに軍備を増強しつつあり、スウェーデン領ポンメルンへの領土的野心を募らせていた。このこともあって、ブランデンブルク選帝侯はオランダと同盟を締結する。ブランデンブルク選帝侯は、スウェーデン軍のドイツ上陸を帝国法違反として糾弾し、平和を乱す侵略者として喧伝した。しかし当初、神聖ローマ皇帝レオポルト1世はブランデンブルク選帝侯の行動を軽んじて、喧伝作戦を妨害した。
このような状況を一変させたのが、デンマークによる宣戦布告（スコーネ戦争）と、6月のスウェーデン・ブランデンブルク選帝侯間のフェールベリンの戦いであった。スウェーデンは同盟条約にのっとり、スウェーデン領ポンメルンからブランデンブルクに侵入しブランデンブルク軍と交戦したが、緒戦で敗北を喫した（戦闘の規模自体はそれ程でもなかったが、この戦闘は、ブランデンブルク選帝侯によってプロパガンダに使用された）。この戦闘での勝利以降、ブランデンブルク選帝侯は戦争において優位に立つこととなり、神聖ローマ帝国内のブランデンブルク選帝侯の地位を高めさせ、帝国防衛戦争の牽引者としてのブランデンブルク選帝侯の立場を強固なものとするのである。
一方、大陸でもオランダ軍とスウェーデン軍の交戦が開始された。しかし戦闘のメインはあくまでもスウェーデンとブランデンブルク選帝侯であった。大規模な戦闘もなく、オランダはスウェーデンのバルト海における貿易権は保証した（ストックホルム協定）。ただしオランダ海軍は、スコーネ戦争においてデンマーク海軍と共闘関係にあったため、スウェーデン海軍は海戦ではことごとく敗戦を喫した（大陸側においてもデンマーク軍は、ブランデンブルク軍と共闘していた）。このこともあって、スウェーデン軍は、ポンメルンへの援軍を送り込むことは不可能となり、スウェーデン軍は大陸側から駆逐されてしまうこととなった。
大陸に目を戻すと、フェールベリンの戦いの以後、ブランデンブルク選帝侯によってポンメルンの要塞は次々に陥落し、ポンメルンは事実上ブランデンブルクに占有された。スウェーデンの軍事大国としての地位は失墜したのである。さらにスコーネ戦争との二正面作戦はスウェーデンの弱体化を招き、しかもブランデンブルク選帝侯は海軍の強化にも成功し、バルト海南岸にその勢力を拡大したのである。もはやスウェーデンの敗北は明らかであった。

## 講和
1678年にオランダでナイメーヘンの和約が結ばれたことで、スウェーデン・ブランデンブルク間でも戦争は終結に向かった。1679年にフランスが調停に入ったが、これはスウェーデンにとって屈辱の和平であった。フランスは北方の同盟国の勢力弱体を恐れ、1648年のヴェストファーレン条約を盾にブランデンブルク選帝侯に占領地の返還を強く要求した。
最終的にブランデンブルク選帝侯はこの要求を受け入れ、スウェーデンとサン＝ジェルマン条約を締結した（実際に締結したのは、フランスとブランデンブルク選帝侯）が、僅かな領土の獲得には成功し、スウェーデンの大陸における影響力を排除することに成功した。同様にナイメーヘンの和約とデンマークとのフォンテーヌブロー条約においても、スウェーデンはフランスに主導権を握られてしまうのである（スコーネ戦争は最終的にルンド条約で講和）。

## 戦争の結果
戦争は完全に終結し、ブランデンブルク選帝侯フリードリヒ・ヴィルヘルムは大選帝侯と呼ばれるようになる。彼は帝国内における影響力の拡大に成功し、後のプロイセン王国建国の基礎を築いたのである。
一方、ドイツの一諸侯に一敗地に塗れたことは大国スウェーデンにとって屈辱的な大事件であった。フランスによる強引な勧誘であったとは言え、スコーネ戦争と同様に、この戦争はスウェーデンの軍事力の衰退を露呈する結果となってしまった。以後スウェーデンは、軍事力強化と国王に権力を集中させる絶対王政成立を目指していった。そしてフランス一辺倒の追随外交を改め、帝国諸侯としてブランデンブルク選帝侯や神聖ローマ皇帝（オーストリア）との友好関係を深めていった。

## 読書案内
- 武田龍夫 『物語 北欧の歴史』 中公新書、1993年。ISBN 4-12-101131-7
- 武田龍夫 『物語 スウェーデン史』新評論、2003年。ISBN 4-7948-0612-4
- 百瀬宏、熊野聰、村井誠人編 『北欧史』 山川出版社、1998年。ISBN 4-634-41510-0
- 伊藤宏二 『ヴェストファーレン条約と神聖ローマ帝国』 九州大学出版会、2005年。ISBN 4-87378-891-9